# ヘジャンクク
ヘジャンクㇰ（朝: 해장국）は、朝鮮料理において酔い覚ましとして食べられるグㇰ（汁物）である。通常、牛肉の出汁に、肉が少し付いている豚の背骨、牛の血を固めたものやシレギ（乾燥ハクサイ）、その他の野菜などから作られる。高麗後期に刊行された中国語の教科書『老乞大』には、醒酒湯（ソンジュタン）という用語が登場し、現在のヘジャンククの起源であると考えられている。

## 種類
- ピョヘジャンクㇰ - 肉が付いている豚の背骨を唐辛子や長ネギ等と一緒に煮込んだスープ。ジャガイモを入れるとカムジャタンのようになる。
- コンナムルヘジャンクㇰ - モヤシのナムルが入ったヘジャンクク。
- ソンジヘジャンクㇰ - 牛の血を固めたもの（ソンジ）が入ったヘジャンクク。
- ファンテヘジャンクㇰ - スケトウダラが入ったヘジャンクク。